# Rokytnice v Orlických horách
Rokytnice v Orlických horách é uma cidade checa localizada na região de Hradec Králové, distrito de Rychnov nad Kněžnou.